# Alq3
흔히 Alq3라고 축약해서 쓰는 Tris(8-hydroxyquinolinato)aluminium은 Al(C9H6NO)3이라는 화학식을 가진 착물이다. 3개의 8-hydroxyquinoline 리간드와 각각 두자리에 결합한 알루미늄 착물이다. 1987년에 C.W.Tang에 의해 처음으로 보고되었고, 그 이후로 발광물질로서 다양한 퀴놀린-금속 착물들이 연구되었다.8-hydroxyquinoline는 실험에 의해 질소가 있는 Pyridyl 고리가 LUMO(Lowest Unoccupied Molecular Orbital)을, OH가 결합해 있는 Phenyl 고리가 HOMO(Highest Occupied Molecular Orbital)를 맡는다. 따라서 각 고리에 치환기를 도입한다면 HOMO와 LUMO사이의 에너지 간격이 달라질 것이다. 실제로 다양한 치환기 연구 결과 HOMO와 LUMO 사이의 에너지 간격이 변화하고, 이에 따라 발광하는 빛의 파장 영역도 달라진다.

## Alq3의 사용
이 착물은 흔한 OLED의 구성 요소이다. 이 착물의 리간드인 퀴놀린의 고리에 붙은 치환기는 발광 특성에 영향을 준다. 치환기의 변화는 발광하는 빛의 색을 다르게 해주어 OLED로써의 가치를 높인다. 높은 전자 수송 능력과 열에 대한 안정성 때문에 발광 물질로 자주 사용된다. 중심 금속과 리간드로 이루어진 착물의 발광 현상에 대한 관심이 보다 증대되었으며, OLED의 소재로 사용될 수 있는 물질들에 대한 합성 연구가 활발해졌다. 기본적으로 Alq3는 합성 과정이 간단하고, 수율 (yield)이 높은 편이며, 반응 조건이 까다롭지 않아 일반적인 실험실 환경에서도 쉽게 합성할 수 있는 편이다. 따라서 이러한 Alq3 의 광물리학적 특성에 관한 연구는 여러 조명 및 디스플레이 산업에 활용될 수 있는 다양한 유기 발광 물질 합성을 뒷받침해주는 기초 연구로 활용되고 있다.

## Alq3의 합성법
이 착물은 8-hydroxyquinoline과 aluminium(III)의 반응에 의해 생성된다. 화학 반응식은 다음과 같다. Al3+ + 3 C9H6NOH → Al(C9H6NO)3 + 3 H+